# Revolutionsbryllup (film 1915)
 Revolutionsbryllup  (“matrimonio al tempo della rivoluzione”) è un film danese del 1915, diretto da August Blom. 

## Trama
Nell’anno II del calendario repubblicano della rivoluzione francese, nel mese di Floreale (primavera del 1793), dopo l’esecuzione del re, il nobile Ernest des Tressailles, realista ”emigrato”, si reca, sotto la scorta di ussari asburgici, nel castello di Trionville, per unirsi in un matrimonio, combinato fin dall’infanzia, con la non convintissima Alaine de l’Estoile.
Un manipolo di giacobini irrompe nel castello, e, catturato con facilità il neo-sposo Ernest, che, pavido, si era dato alla fuga scappando da una finestra, lo condanna a morte, rimandando tuttavia la sua fucilazione, prevista da un recente proclama della Convenzione, all’indomani mattina, in modo da permettergli di passare la prima notte di nozze con Alaine.
Alaine, per salvare il marito, propone al tenente colonnello giacobino Marc-Arron, non insensibile al fascino della donna, di passare una notte d’amore con lui in cambio della liberazione del marito. Egli accetta e fa fuggire Ernest: il mattino dopo, senza aver consumato, per rispetto delle intenzioni di Alaine, il “pegno” pattuito, dopo una reciproca professione d’amore con la damigella, viene giustiziato in quanto collaborazionista cogli “emigrati”. 